# Okręg Kuçova
Okręg Kuçova (alb. rrethi i Kuçovës) – jeden z trzydziestu sześciu okręgów administracyjnych w Albanii; leży w środkowej części kraju, w obwodzie Berat. Liczy ok. 35 tys. osób (2008) i zajmuje powierzchnię 84 km². Jego stolicą jest Kuçova.
W skład okręgu wchodzi dwanaście gmin: Kuçova, Kozare, Perondi.